# Cecil Beaton
Cecil Beaton je rođen 1904. godine u Londonu. Bio je slikar, dizajner, dramatičar, pisac, karikaturist i ilustrator. Osvojio je Oscare za dizajn filmova "My Fair Lady" 1956. godine i za film "Gigi" 1957. godine. Radio je umjetničke i stilizirane fotografije, bogato izrađene pozadine je postavljao iza modela odjevenih u elegantnu odjeću. Godine 1926. je organizirao izložbu u maloj londonskoj galeriji. Časopis Vogue uočio je njegovu sklonost k modnoj fotografiji pa su sklopili ugovor. Tridesetih godina 20. stoljeća u Hollywoodu je snimio portrete filmskih zvijezda. Godine 1937. postao je dvorski fotograf kraljevske obitelji. Od istaknutijih ličnosti fotografirao je Churchilla te Gretu Garbo za koju je bio emotivno vezan. Umro je 1980. godine u Broadchalkeu pored Salisburyja.